# Exochus rufus
Exochus rufus är en stekelart som först beskrevs av Brulle 1846.  Exochus rufus ingår i släktet Exochus och familjen brokparasitsteklar. Inga underarter finns listade i Catalogue of Life.